# Phalanger rothschildi
Кускус Ротшильда (Phalanger rothschildi) — вид ссавців родини кускусових з когорти сумчасті (Marsupialia), ендемік островів Обі, Біза, Обі-Латое в північно-центральній частині Молукських островів, Індонезії. Живе у первинних і вторинних лісах, також трапляється в садах. Самиці народжують одне маля. 

## Етимологія
Вид названо на честь лорда Лайонела Волтера Ротшильда (англ. Lionel Walter Rothschild, 1868–1937), засновника зоологічного музею в Трінгі в 1889 році

## Загрози та збереження
Немає серйозних загроз для цього виду. Вид не зустрічається на будь-якій з природоохоронних територій.